# NGC 7541
NGC 7541 este o galaxie situată în constelația Peștii. A fost descoperită în 1785 de către William Herschel. Se află la o distanță de 31,77 de megaparseci de Pământ.